# Cytheropteron angulatum
Cytheropteron angulatum är en kräftdjursart som beskrevs av Brady och D. Robertson 1872. Cytheropteron angulatum ingår i släktet Cytheropteron och familjen Cytheruridae. Arten är reproducerande i Sverige. Inga underarter finns listade i Catalogue of Life.